# Edson Montaño
Edson Eli Montaño Angulo (Guayaquil, 15 de março de 1991) é um futebolista profissional equatoriano que atua como atacante, atualmente defende o SD Aucas.

## Carreira
Edson Montaño fez parte do elenco da Seleção Equatoriana de Futebol da Copa América de 2011.